# Väinö Peltonen
Väinö Rafael Peltonen, född 23 juni 1902 i Askola, död 18 januari 1988 i Helsingfors, var en finländsk journalist.
Peltonen blev filosofie kandidat 1928. Under studieåren började han skriva för tidningarna Keski-Uusimaa och Iltalehti. Han arbetade 1928–1933 på Aamulehti i Tammerfors och därefter bland annat som lärare och som journalist för andra tidningar, men återvände 1951 till Aamulehti, där han var chefredaktör 1964–1970. Han skrev främst om ekonomi och politik, ofta kolumner under signaturen Jumi, och var känd för sin politiska frispråkighet.